# Vandellia stemodioides
Vandellia stemodioides är en tvåhjärtbladig växtart som beskrevs av Friedrich Anton Wilhelm Miquel. Vandellia stemodioides ingår i släktet Vandellia och familjen Linderniaceae. Inga underarter finns listade i Catalogue of Life.